# Prasinocyma phoenicogramma
Prasinocyma phoenicogramma là một loài bướm đêm trong họ Geometridae.